# Атила, № 2
"Атила, № 2" (на английски: Attilla No. 2) е американски късометражен ням филм от 1895 година на режисьора Уилям Хейс с участието на Луис Атила. Филмът е заснет в лабораториите на Томас Едисън в Ню Джърси.

## В ролите
- Луис Атила[2]